# Електричний лобзик

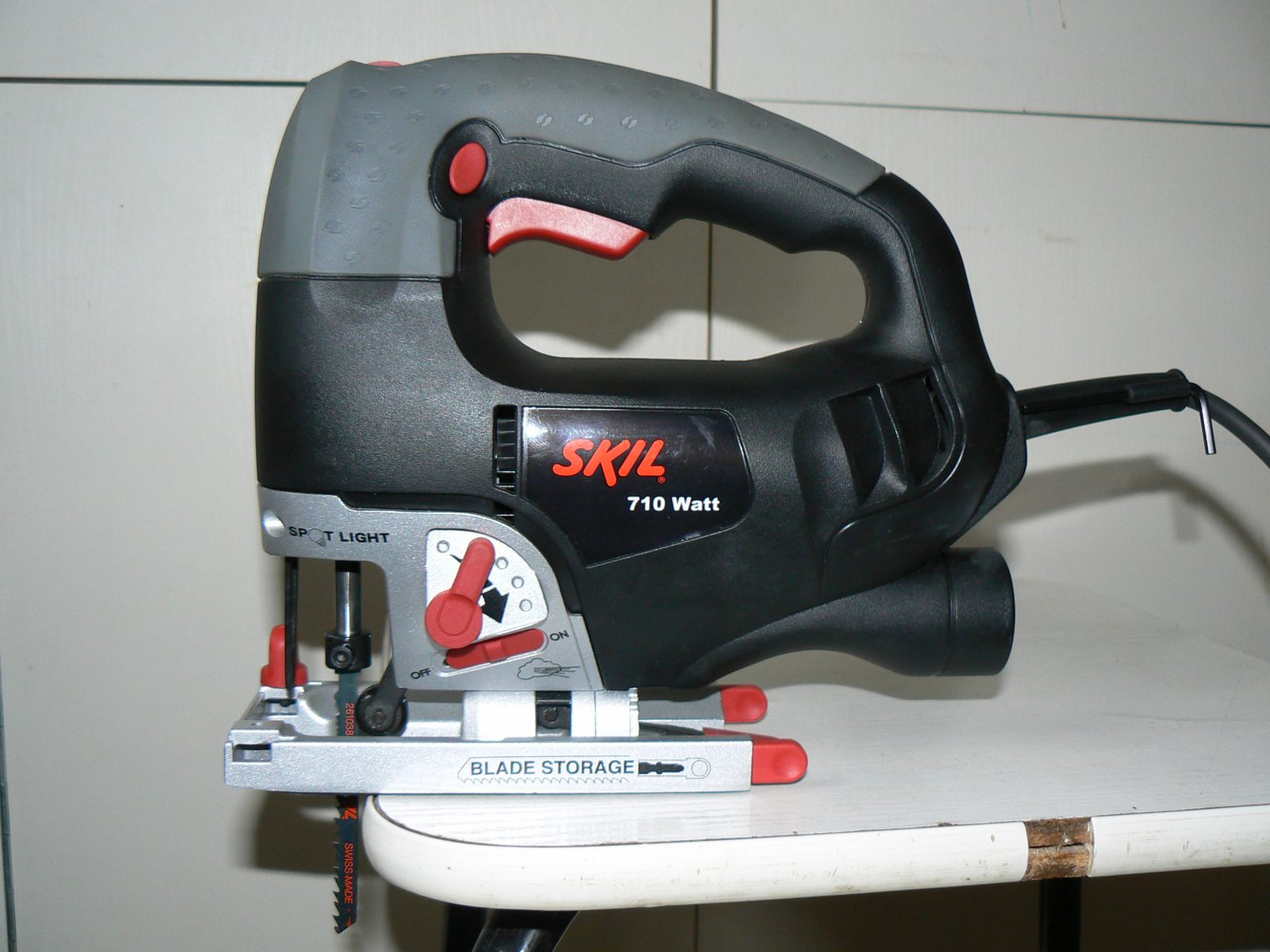
Ручний електричний лобзик

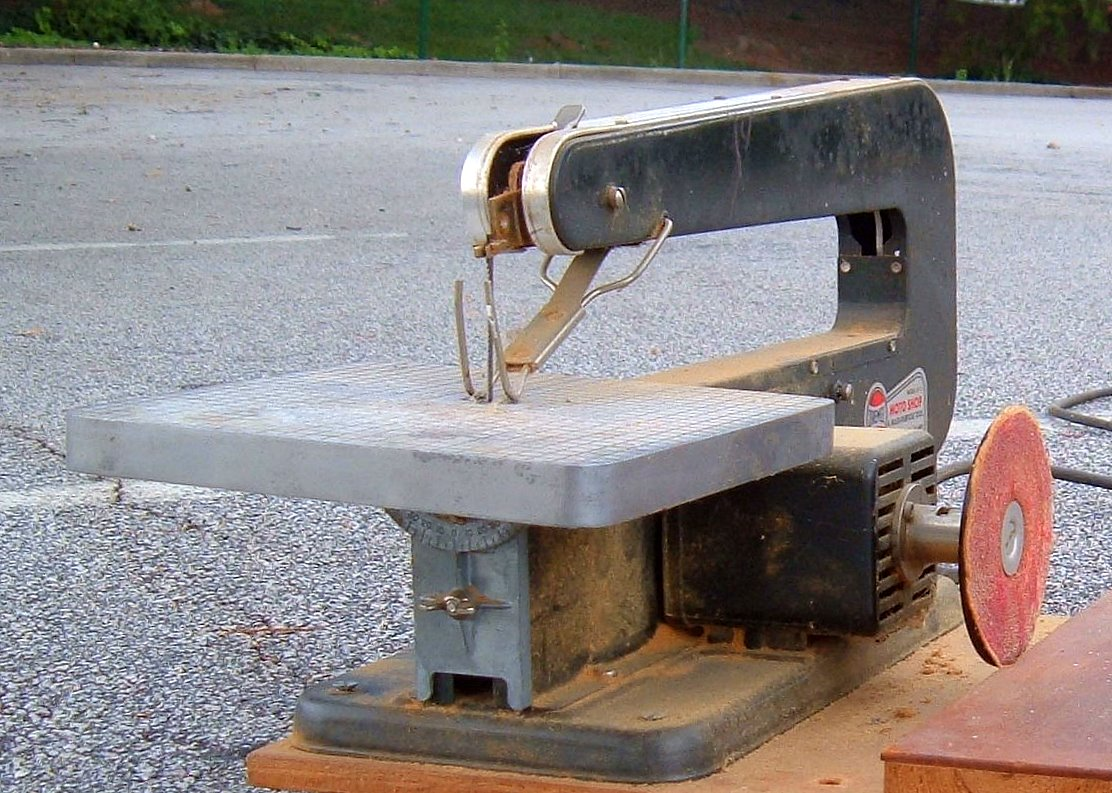
Стаціонарний електричний лобзик

Електри́чний ло́бзик або електроло́бзик — електричний інструмент із зворотно-поступальним рухом пилки, який використовується в основному для проведення розпилу та випилювання отворів у деревині, м'яких металах, пластмасі, гіпсокартоні тощо. Залежно від матеріалу обробки підбираються відповідні типи пилок. Електричні лобзики можуть бути виконані або як ручний інструмент, або як стаціонарне устаткування. У ручних електролобзиках пильне полотно кріпиться лише одним кінцем, що розширює його функціональні можливості та дає можливість обробляти необхідний отвір на будь-якій відстані від краю деталі.

## Історична довідка
Перший електролобзик було створено у 1946 році Альбертом Кауфманном (нім. Albert Kaufmann) інженером компанії Scintilla AG (Золотурн, Швейцарія). Він замінив голку у швейній машині на лезо. У продажу інструмент появився у 1947 під назвою «Lesto jigsaw» (лобзик Лесто). У 1954 компанія була куплена фірмою Bosch. У 1964 назву було змінено на «Bosch jigsaw» (лобзик Бош). У 1966 створено конструкцію з маятниковим рухом леза, а у 1989 році електролобзики почали оснащувати засобами швидкої зміни леза.

## Особливості конструкції
Ручний електричний лобзик (англ. jigsaw) має корпус з плоскою платформою знизу та рукояткою зверху. Всередині розташовуються колекторний електричний двигун потужністю від 350 до 750 Вт та механізм перетворення обертового руху вала двигуна у зворотно-поступальний рух напрямної.
У стаціонарних електролобзиках (англ. sroll saw) платформа розташована зверху, рукоятка відсутня (верстат нерухомий). Напрямна розташована у передній частині корпуса і спрямована вертикально. В нижній частині напрямної закріплюється пильне полотно, яке висувається далі ніж платформа. Полотно при роботі двигуна здійснює зворотно-поступальний рух (зазвичай з частотою 3000 коливань на хвилину), необхідний для розпилу матеріалу. Стаціонарні варіанти електричного лобзика, зазвичай оснащуються асинхронним електродвигуном. Вони використовують тонкі та вузькі полотна, що закріплюються з обох сторін і дозволяють виконувати точне та складне за формою різання для інкрустацій, інтарсії тощо.
Пилки сучасних лобзиків можуть рухатись так званим маятниковим ходом, завдяки почерговому нахилянні напрямної вперед і назад, що прискорює розпил матеріалу за рахунок ефективнішого відведення стружки. Недоліком розпилу з маятниковим ходом є значно нижча чистота пропилу. Використання маятникового ходу допустиме лише при прямолінійному пилянні, оскільки в іншому випадку неминучим буде перегин полотна з наступним його заклинюванням чи поламкою.
Для кріплення полотен використовується спеціальний хвостовик з притискним гвинтом або спеціальним пружинним затискачем. Хвостовики стандартизовані, в основному вони мають U- та Т-подібну форму.

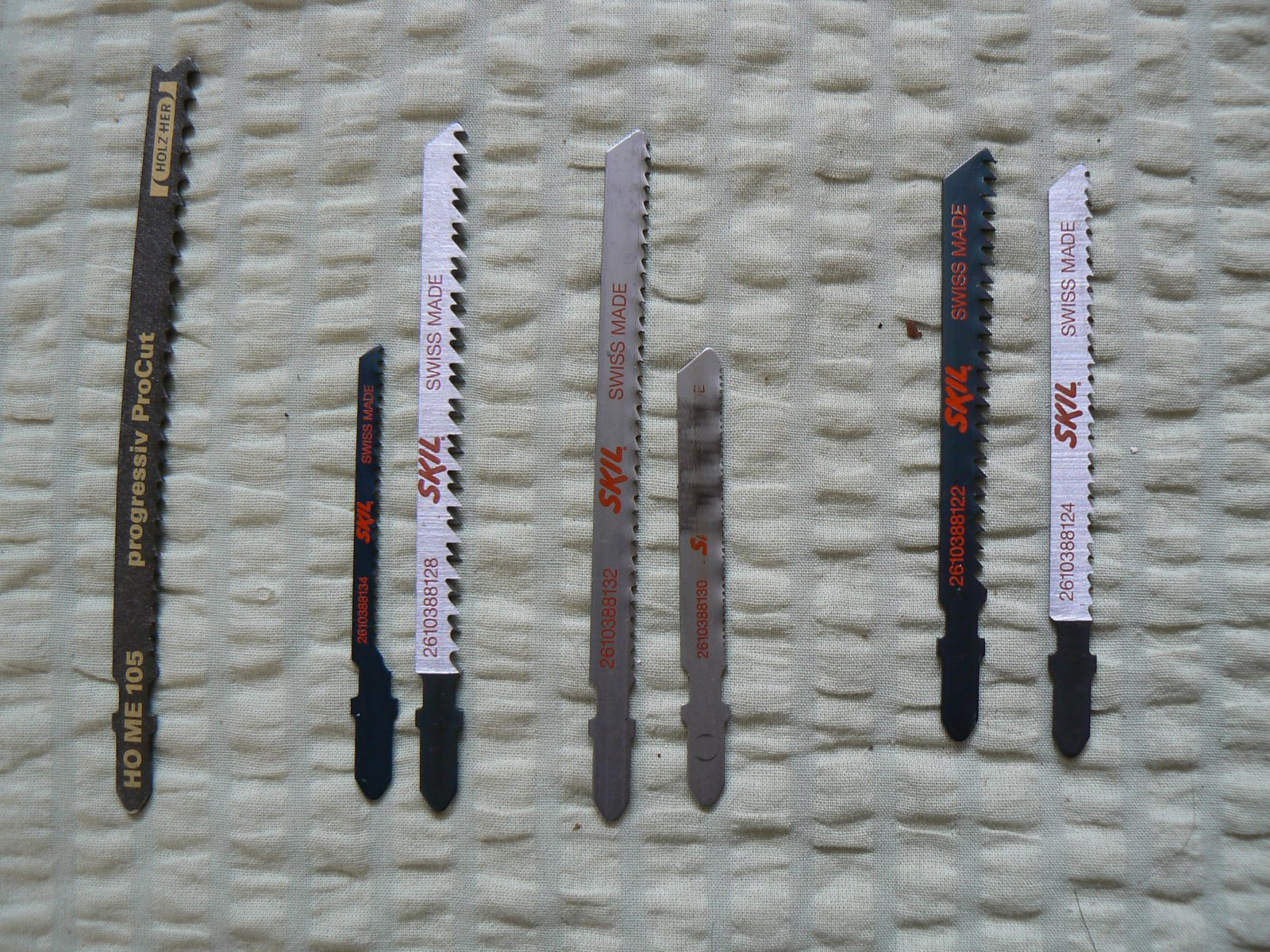
Пилки для лобзика

У переважній більшості лобзиків використовується примусове охолодження двигуна. При цьому повітря втягується через отвори в задній частині корпусу і викидається через отвори попереду. Зазвичай вихідний потік спрямовується до місця пиляння, завдяки чому стружка здувається і не заважає вести лобзик по лінії розпилу, що нанесена на поверхню заготовки. У деяких моделей обдування лінії розпилу можна відключати. Окремі моделі оснащуються засобами підключення побутового пилососа для відсмоктування стружки з місця розпилу.
За допомогою спеціальних кріплень деякі лобзики можна кріпити до верстака платформою вгору, що дозволяє працювати без необхідності вести масивний лобзик по деталі. Багато моделей лобзика забезпечуються Т-подібною напрямною, що призначена для проведення розпилу листового матеріалу паралельно до його бічної крайки.

## Переваги та недоліки використання

### Переваги
- Для електричних лобзиків випускається найширший спектр пильних полотен для різних матеріалів і з різним кроком і формою зубів (впливають на співвідношення чистоти пропилу і швидкості пиляння), завдяки чому можна використовувати один інструмент для широкого спектра робіт.
- Полотно в електричному лобзику жорстке і товсте і закріплено з одного кінця. Завдяки цьому можна пиляти на будь-якому віддаленні від країв деталей і полотно відносно рідко ламається. При необхідності почати різання з отвору (якщо лінія розпилу не виходить за межі деталі) полотно вводиться в отвір без від'єднання від кріплення.
- У сучасних електролобзиках глибина пропилу по дереву досягає 135 мм, по сталі 10 мм, по кольорових металах 25-30 мм. Такі можливості роблять електричні лобзики універсальними.
- Є можливість виконувати криволінійні пропили.

### Недоліки
- Через те, що пилка кріпиться за один кінець, її технологічно важко виготовити такою ж тонкою, як у ручному лобзику. Це призводить до збільшення мінімального радіуса вигину лінії пропилу.
- Короткий хід полотна (зазвичай 17-23 мм), через що при пилянні товстих деталей (товстіших за 40 мм) різко погіршується відведення стружки, що значно уповільнює пиляння.
- Існує ризик поранення полотном.